# Резня в Подуево
Резня в Подуево (алб. Masakra e Podujevës, серб. Masakr u Podujevu) — убийство 14 косовских албанцев и мирных жителей, в основном женщин и детей, совершённое в марте 1999 года отрядом «Скорпионы», сербской военизированной организацией, со Специальной антитеррористической группой Сербии во время войны в Косове. Одна из выживших в этой бойне, 13-летняя Саранда Богуевци, получила внимания СМИ после того, как ей удалось привлечь к ответственности убийц при помощи нескольких организаций из Сербии, Канады и Великобритании.

## Последствия
Горан Стопариц, на момент событий несший службу в Антитеррористическом Подразделении (SAJ), дал показания и назвал имена виновных. В интервью Канадской Вещательной Корпорации, он предположил мотивы действий, совершённых спецназом:
«На мой взгляд, их единственным мотивом был тот факт, что жертвы были албанцами, и, возможно, из-за некоторой скрытой незрелости или болезни ума с их стороны. Они наверняка бы убили их, если бы они были боснийцами или хорватами. Но я уверен, что они были убиты, потому что они не были сербами».
Сербская полиция арестовала двух членов военизированного подразделения Скорпионы, Сашу Цветана и Деяна Демировича, которые дали показания о совершённых преступлениях и подписали эти заявления. Демирович переехал в Канаду и подал заявку на политическое убежище, но был депортирован обратно на родину после кампании, организованной правозащитным организациям.
Демирович и Цветан были единственными, кто был осужден за убийство. Цветан был приговорен в Сербии к 20 годам тюремного заключения.
10 апреля 2007 года, четыре члена военизированной группы Скорпионы были осуждены и приговорены к длительным срокам тюремного заключения Белградским судом по военным преступлениям.